# مخيم الركبان
مخيم الركبان هو أحد مخيمات اللاجئين السوريين التي أُقيمت خلال الحرب الأهلية السورية، يقع على الحدود السورية الأردنية في منطقة الركبان وهي منطقة نائية قاحلة تمامًا. أصبحت هذه النقطة الحدودية مأهولة من قبل طالبي اللجوء إلى الأردن حيث منعت السلطات وصولهم بعد أن ارتفع عدد اللاجئين السوريين في الأردن إلى 1.4 مليون بحلول عام 2016. أشارت الحكومة الأردنية إلى وجود مخاوف أمنية بشأن قاطني المخيّم بعدَ معلومات حول وجود خلايا نائمة تابعة لتنظيم الدولة الإسلامية (داعش). بدأت الحكومة السورية عام 2018 في فتح ممرات إنسانيّة لإجلاء قاطني المخيم وإعادتهم إلى مناطقهم، وحتى نوفمبر 2019 بقيَ حوالي 22000 شخص في المخيم بعد عودة 18000 إلى داخل سوريا.

## التاريخ
تقول الحكومة الأردنية إن اللاجئين في هذه المنطقة وصلوا في الغالب من الأراضي التي يسيطر عليها تنظيم الدولة الإسلامية مثل الرقة، وأن خلايا داعش النائمة تسللت إلى هؤلاء اللاجئين. قالت المتحدّثة باسم المفوضية السامية للأمم المتحدة لشؤون اللاجئين: «يقبل مسؤولو الأمم المتحدة أن للأردن مخاوف أمنية مشروعة، لكن الأمم المتحدة تواصل حث الأردن على السماح لسكان الركبان بدخول الأردن». ارتفع عدد السوريين هناك إلى 75000 في عام 2016، ليصبح مخيمًا فعليًا، مما أثار انتقادات شديدة للحكومة الأردنية من قبل المنظمات الدولية.

## تأثير موقع المخيم على الأردن
فجر 21 حزيران 2016، بحسب الجيش الأردني، عبرت سيارة إلى منطقة الركبان من الأراضي السورية وتمكنت من الوصول إلى موقع للجيش الأردني مخصص لتوزيع المساعدات الإنسانية على اللاجئين. انفجرت السيارة، مما أسفر عن مقتل 6 وإصابة 14 جنديًا أردنيًا.
قال وزير الخارجية الأردني ناصر جودة في مؤتمر صحفي «لسنا بحاجة إلى هجوم إرهابي شنيع مثل هذا الهجوم لنثبت للعالم شرعية مخاوفنا الأمنية». وأضاف: «لن نعرض حياة جنودنا وبلدنا للخطر لأن هذه ليست مشكلة الأردن وحده، إنها مسؤولية دولية، لقد قدم الأردن للاجئين ما لم يقدّمه أي بلد آخر». وأعلن الأردن بعد ذلك إغلاق حدوده الشمالية والشرقية وجعلها مناطق عسكرية، وشدد على أن قوات حرس الحدود لن تتسامح مع أي حركات غير منسّقة تقترب من حدود الأردن، وأن القوة ستستخدم ضدها بشكل حاسم.
على الرغم من ذلك، واصلت منظمة هيومن رايتس ووتش إدانة الأردن، بسبب تدهور ظروف الحياة في الركبان بعد توقف المساعدات الإنسانية بسبب مخاوف من المزيد من الهجمات الإرهابية ضد الجيش الأردني ووكالات المساعدة الإنسانية الدولية.
خلال زيارة أنجلينا جولي لمخيمات اللاجئين السوريين في الأردن في 9 سبتمبر 2016، أدلت بالبيان التالي خلال مؤتمر صحفي: «هذه المشكلة ليست من صنع الأردن، ولا يجب ترك الأردن ليتحمل مسؤوليتها وحده. يحذر الأردن منذ سنوات من أنهم سيصلون إلى نقطة لا يستطيعون فيها وحدهم فعل المزيد. لقد عرف العالم الوضع في المنطقة الحدودية منذ شهور ولكن لم يتم طرح أي حل».
وقع هجوم آخر في 17 ديسمبر 2016، على بعد 3 كيلومترات من الحدود السورية، واستهدف مستودعًا يقوم بتوزيع الملابس على اللاجئين، ما أسفر عن مقتل شخصين وإصابة 15. في 21 كانون الثاني 2017، بحسب المرصد السوري لحقوق الإنسان، وقع انفجار ثالث في المخيم بسيارة مفخخة، قُتل 4 سوريين وجرح 14، ونقلَ الجيش الأردني المصابين إلى منشأة طبية.
قال مصدر عسكري أردني إن سيارة مفخخة انفجرت في سوق داخل المخيم في 3 مايو 2017، مما أسفر عن مقتل أربعة سوريين وإصابة آخرين. بدأ الأردن في منع توصيل المساعدات إلى المخيم منذ أوائل عام 2018.
في 23 أغسطس 2018، قالت ماريا زاخاروفا المتحدّثة بالرئاسة الروسية أن المئات من مسلّحي داعش وجبهة النصرة يختبئون بين اللاجئين داخل المخيم، ويستخدمونهم كدروع بشرية، تحت راية جيش الاحتلال الأمريكي في التنف. في سبتمبر 2016، قالت أليس جي ويلز، السفيرة الأمريكية آنذاك في الأردن، أن مخيم الركبان يضم مجموعة متنوعة من الأشخاص المختلفين ربما من بينهم الجماعات المسلحة والإرهابيين. بدأ مسلّحون محلّيون بالاشتباك مع مسلّحي داعش داخل المخيم.

## أوضاع النازحين واللاجئين في المخيم
في أكتوبر 2018، قدرت اليونيسف أن 45000 شخص يعيشون في المخيم. التقديرات الأخرى هي 50.000  أو 70.000. أفادت اليونيسف أن رضيعين توفيا في المخيم في أوائل أكتوبر. ودعت إلى اتخاذ إجراءات عاجلة، وأبلغت منظمة غير حكومية محلية عن وفاة 14 مدنيًا في المخيم بين أواخر سبتمبر و 10 أكتوبر.
في يناير 2019، توفّي ثمانية أطفال في مخيم الركبان بسبب الطقس البارد وعدم كفاية الرعاية الطبية، حيث يقدر إجمالي عدد اللاجئين في المخيم بـ 45000، 80٪ منهم نساء وأطفال. تسلم مخيم الركبان أول مساعدة له منذ 3 أشهر في 7 فبراير 2019 عندما وصلت الأمم المتحدة والهلال الأحمر العربي السوري إلى المخيم وزوّدته بـ 118 شاحنة محملة بالإمدادات الغذائية والأدوية الأساسية والمواد التعليمية ومستلزمات الأطفال. وصل عمال الإغاثة ليلة 6 شباط وكان من المتوقع أن تمضي قافلة المساعدة أسبوعًا في توزيع المواد على سكان المخيم.في أبريل 2019، قدر مكتب الأمم المتحدة لتنسيق الشؤون الإنسانية أن 36000 شخص ما زالوا يعيشون في المخيم، وأن 7000 قد غادروا في الشهر الماضي أو نحو ذلك. وحتى 23 أيار، غادر 13153 شخصًا في 16 مجموعة ركبان وتم نقلهم إلى خمسة ملاجئ في محافظة حمص. يشكلون أكثر من ثلث سكان الركبان البالغ عددهم حوالي 42000.
بحلول نوفمبر 2019 تمكّنت الحكومة السّورية بدعم من هيئة التنسيق الروسية من إجلاء 18000 شخص من المخيّم نصفهم من الأطفال بعد فتح ممرات إنسانية في منطقة التنف القريبة من المخيّم والخاضعة لاحتلال القوات الأمريكية. قامت اللجان الحكومية بتأمين عودة النازحيم إلى مناطقهم المحرّرة من تنظيم داعش. قالت الحكومة الروسية أن حوالي 22000 شخص لايزالون في المخيم يعيشون في حالة فقر كبيرة. اتّهمت الحكومتين السورية والروسية الولايات المتحدة مرارًا بإفشال خطط أممية لإجلاء النازحين الموجودين في المخيم. قال بعض النازحون الذين خرجوا من المخيم أن «العصابات المسلحة المدعومة أمريكيًا، تمنع السكان من المغادرة تحت تهديد القتل، أما الذين تمكنوا من الخروج، فاضطروا لدفع إتاوات ضخمة للمسلحين لقاء ذلك».
في مارس 2020 قالت الحكومتين الروسية والسورية أن الولايات المتحدة تقوم بنقل شحنات من الأسلحة والمعدّات إلى الميليشيات المسلحة الموجودة في المخيم تحت ذريعة إرسال المساعدات الإنسانية والطبية إلى سكان المخيّم لمواجهة جائحة فيروس كورونا، وأن الولايات المتحدة تضغط على الأمم المتحدة لتمرير هذه الشحنات.
أشارت الأمم المتحدة في تقرير لها في أبريل 2020 إلى أن الأوضاع الإنسانية في المخيم صعبة حيث «تعيش العائلات في الخيام وتتعرض لظروف جوية قاسية. الوقود محدود وغالبا ما تلجأ العائلات إلى حرق المواد غير الآمنة مثل القمامة للحصول للتدفئة وهناك نقص حاد في الغذاء، والخدمات الطبية غير كافية».
في 6 أبريل 2022، نشر المرصد الأورومتوسطي لحقوق الإنسان تقريرًا وثق فيه الانتهاكات الإنسانية بحقوق النازحين السوريين في مخيم الركبان من نقص إمدادات غذائية وطبية ومنع إدخال المواد الأساسية بسبب حصار قوات النظام السوري للمخيم ومنع إدخال المواد الأساسية والمستلزمات المعيشية، وإغلاق الجانب الأردني للحدود. مما تسبب بوفاة عدد من الأطفال وكبار السن وفقًا لأبناء المخيم، وتهدد ظروف المعيشة السيئة أكثر من 8 آلاف نازح سوري.

## دور الأمم المتحدة
في 6 أبريل 2022، كشف المرصد الأورومتوسطي في تقرير نشره عن شبهات انخراط الأمم المتحدة في جهود ما يسمى «دعم المغادرة الطوعية لأهالي الركبان،» التي دعت النازحين للعودة إلى مناطق سكنهم ضمن المناطق التابعة للنظام رغم أن لجان التحقيق أكدت أن البلاد غير صالحة لعودة اللاجئين الآمنة والكريمة. علاوة على ذلك، تضمنت وثيقة «دعم المغادرة الطوعية لأهالي الركبان» بشكل صريح تنصلًا من توفير الحماية والدعم للنازحين العائدين إلى مناطق النظام.